# アクターズ・スリル&チャンス
『アクターズ・スリル&チャンス』は、日本の劇団。

## 概要
1983年7月24日にSTUDIO JAMにて村尾幸三・村田雄浩・堀広道・山崎義治（山崎遊）の4人を中心として設立。『「言葉」を音楽的に、「演劇」をポップに』をモットーとするバンド形式の他に類を観ないストレートプレイ集団として、年2回のペースで新宿や原宿の劇場で活動。1994年9月にはニューヨーク・ブロードウェイで公演を行った。
7度の全国ツアー・延べ30万人を動員し、1998年11月15日に新宿アイランドホールでの公演『SO LONG』を最後に解散。解散公演の模様はNHK BS2「真夜中の王国」でドキュメンタリーとして放送された。

## 出演した俳優
創立メンバー
- 村尾幸三
- 村田雄浩
- 堀広道
- 山崎義治

レギュラー
- 鶴ひろみ
- 渡辺菜生子
- 正力愛子
- 川内多恵
- 山田志賀治
- 多田明弘
- 斎藤太一郎
- 荻田忠利

準レギュラー
- 天宮良
- 大沢ちか
- 富士鷹茄子B
- 太田雅也
- 秋吉信人

ゲスト
- 林泰文
- 高橋かおり
- 森野文子（ラスト公演のみ）
- TARAKO

など

## 主な公演場
- シアタートップス
- 新宿アイランドホール
- STUDIO JAM

## 主な作品
- 1DAY STAGE SHOW『1$ ROCK'IN』（1983年7月24日、STUDIO JAM）旗揚げ公演
- 「サラバ・ベイストリート」（1985年8月22日 - 25日、村尾幸三作/下北沢駅前劇場、第7回公演[1]）
- 「さよならクリスマス」（1985年11月21日－24日、シアター代官山、第8回公演[1]）
- 『イヴォルヴ 遥かよりあなたを愛し続けたい』
- 『1'st 27の流線型獅子座のあなた』（1987年11月22日 - 23日、FM東京ホール）
- 『RAIN』（1990年、シアタートップス）
- 『SHE is…どうしても言えなかった2つの言葉』（1991年2月14日 - 3月3日、シアタートップス）
- 『It's クリスマスだから信じあいたい』（1992年12月、新宿ルミネホールACT）
- 『DESERT 問題はジェラシー・彼女は愛だという…。DIVE'93 NEW VIRSION』（1993年12月、新宿ルミネホールACT／札幌道新ホール）
- 『I Live...／NO SHELTER』（1994年9月、ニューヨーク）
- 『スライダースブック 四重の人』（1995年12月16日 - 17日、新宿アイランドホール）
- 『FAKE　あなたが不在くなるということ』（1996年11月13日 - 12月28日、札幌道新ホール／新宿アイランドホールほか）
- 『遊園地ヘヴン』（1997年）
- 『SO LONG OMNIBUS COLLECTION TWO』（1998年11月7日 - 8日／11日 - 15日、横浜ランドマークホール／新宿アイランドホール）解散公演

## CD
- スリル&チャンスI（1990年、サウンドハウス・レコード）